# Кантарон
Кантарон (фр. Cantaron) насеље је и општина у Француској у региону Прованса-Алпи-Азурна обала, у департману Приморски Алпи која припада префектури Ница.
По подацима из 2011. године у општини је живело 1288 становника, а густина насељености је износила 174,53 становника/km². Општина се простире на површини од 7,38 km². Налази се на средњој надморској висини од 100 метара (максималној 780 m, а минималној 90 m).

## Демографија
| 1962. | 1968. | 1975. | 1982. | 1990. | 1999. | 2011. |
| ----- | ----- | ----- | ----- | ----- | ----- | ----- |
| 329   | 539   | 774   | 956   | 1.233 | 1.258 | 1.288 |

График промене броја становника у току последњих година